# Ludvika ångsåg

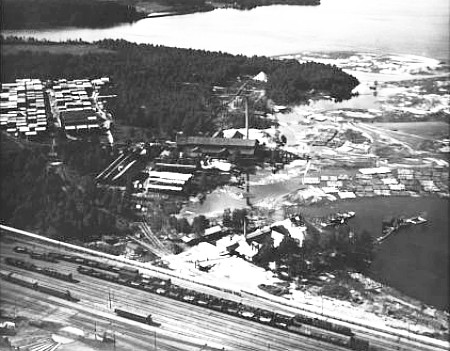
Ludvika ångsåg med flottimmer i Väsman och Ludvika tegelbruk (byggnaden i förgrunden), 1928.

Ludvika ångsåg var ett till en början ångdrivet sågverk i Ludvika. Anläggningen togs i drift 1898-1899 och existerade under olika former fram till 1962. Ludvika ångsåg var belägen på den udde som kallas Hällarna där bland annat Asea (numera ABB) etablerade sig.

## Historik
Initiator till sågverket var Carl Roth genom sitt bolag ”Ludvika Bruksegare”. Roth var industriman och brukspatron på Ludvika bruk, han bidrog även på flera sätt till utvecklingen av det samhälle som 1919 blev staden Ludvika.
Sågverket hade ur transportsynpunkt ett perfekt läge med nära tillgång till sjön Väsman och till järnvägen. På äldre fotografier syns att vattnen utanför sågverket upptogs av stora områden med timmerstockar som hade flottats dit. De första åren ägdes anläggningen av Trävaru AB Dalarna, som byggde ut sågen med ett nytt maskinhus. Då tillkom även en 40 meter hög skorsten. Utrustningen levererades från Bolinders. År 1906 köpte Ludvika Bruksegare tillbaka sågen och behöll den fram till 1925 då Billeruds  övertog verksamheten som lade ner den 1962. En stor produkt som lanserades i början av 1900-talet var ämnen till bananlådor som exporteras värden över, bland annat till Kanarieöarna.
Granne till Ludvika ångsåg var Ludvika tegelbruk som anlades 1902-1903 strax norr om sågverket.